# Ирландская патриотическая партия
Ирландская патриотическая партия (англ. Irish Patriot Party) — название ряда политических группировок в Ирландии на протяжении XVIII века. В первую очередь они поддерживали вигские концепции личной свободы в сочетании с ирландской идентичностью, которая отвергала полную независимость, но выступала за сильное самоуправление в пределах Британской империи. Главным достижением ирландских патриотов стала Конституция 1782 года, предоставившая Ирландии законодательную независимость.

## Ранние ирландские патриоты
В 1689 году недолговечный «Патриотический парламент» заседал в Дублине, созванный королём Яковом II во время Вильямитской войны в Ирландии. На короткое время Ирландский парламент получил де-факто законодательную независимость, но в конечном итоге подчинился английской короне. «Патриотический парламент» в основном состоял из католических якобитов-землевладельцев, проигравших последовавшую войну в 1689–1691 годах.
С 1720-х годов «патриотами» называли ирландских сторонников британской партии вигов, в частности фракции «патриотов» внутри неё. «Письма Драпьера» Свифта и более ранние работы Домвилля, Молино и Лукаса рассматриваются как предшественники ирландских патриотов, осуждающие неправомерный контроль, осуществляемый британским истеблишментом над ирландской политической системой. В отличие от парламента 1689 года, это движение состояло из ирландцев-протестантов из среднего класса, недовольных тем, что назначаемые старшие политические и церковные чиновники обычно были выходцами из Англии. Из-за дискриминационных законов времён ирландской реформации Ирландский парламент был исключительно англиканским протестантским, католики вновь получили избирательные права только в 1793 году.
«Спор о денежном билле» 1753—1756 годов возник из-за отказа Генри Бойля, члена парламента и канцлера казначейства Ирландии, разрешить выплату излишка ирландских доходов Лондону. При поддержке графа Килдэра и Томаса Картера Бойль был отправлен в отставку вице-королём Дорсетом, после чего обратился к общественному мнению как защитник ирландских интересов. В 1755 году следующий вице-король заключил компромисс и Бойль был восстановлен в должности, став графом Шенноном.
«Патриотами» также называли ирландских союзников вигов-патриотов Уильяма Питта Старшего в 1750-х и 1760-х годах. Их философия заключалась в том, что их юридические и торговые преимущества, а также личные свободы английского происхождения, вытекающие из Великой хартии вольностей и, более того, из Билля о правах, принятого в результате Славной революции 1688 года, необходимо распространить и на жителей Ирландии. Деклараторный акт 1719 года, передавший права на апелляцию от Ирландской палаты лордов в ведение британской Палаты лордов, считался ирландскими патриотами особенно спорным.

## Патриоты Граттана

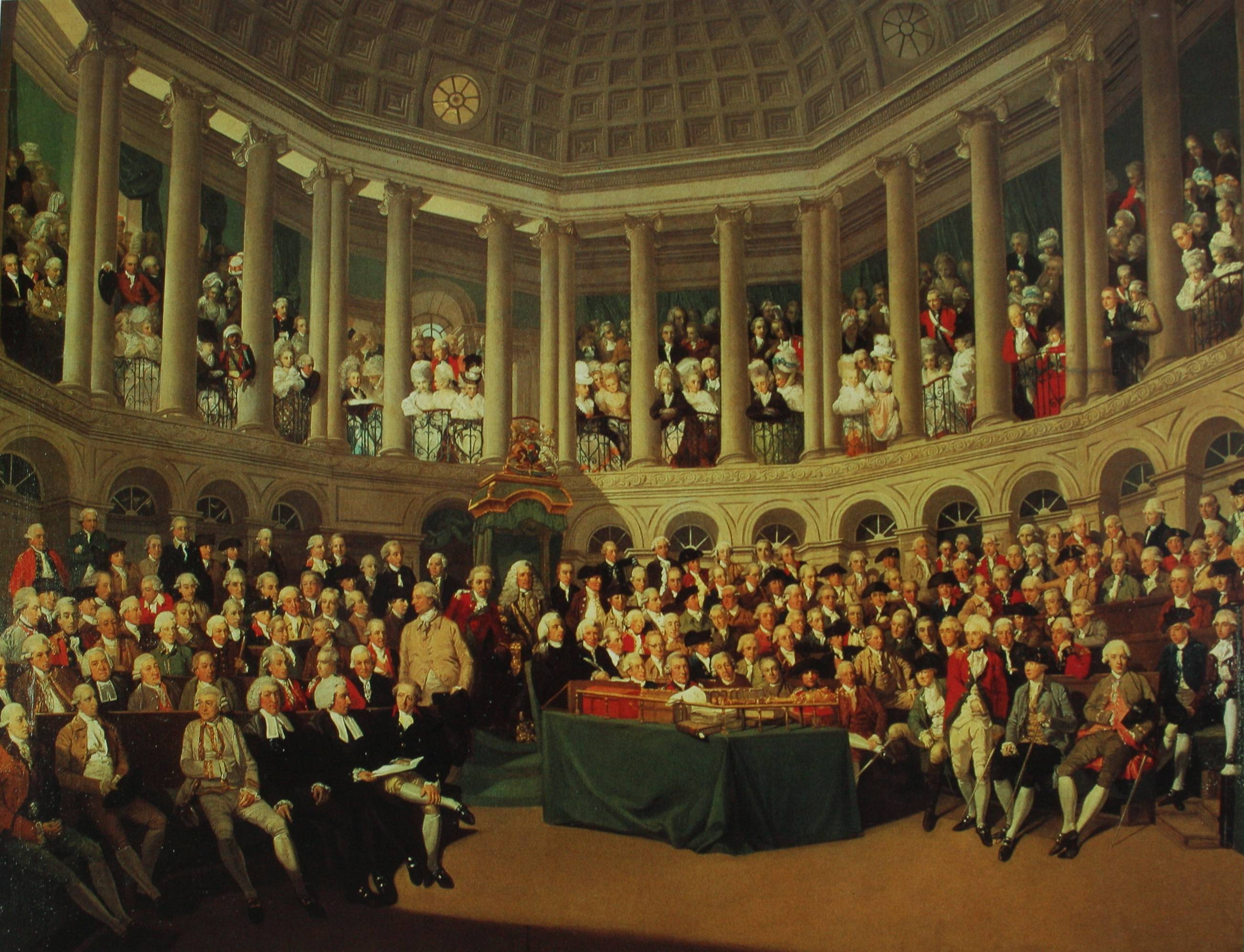
Ирландская палата общин в которой в конце XVIII века заседали ирландские патриоты.

Во второй половине XVIII века возникла относительно небольшая, но влиятельная группа ирландских политиков, назвавшая себя Ирландской патриотической партией. В первые годы её возглавлял Генри Флуд, которого сменил Генри Граттан, вдохновлявший партию на протяжении большей части её существования.

### Борьба за автономию
Ирландские патриоты приобрели известность во время американской войны за независимость, когда они настаивали на законодательной независимости Ирландии. Из-за возможной угрозы вторжения со стороны Франции в 1778 году было сформировано ополчение, известное как Ирландские добровольцы. В отсутствие регулярного гарнизона они служили в основном инструментом переговоров для ирландских политиков-патриотов в их стремлении получить большую самостоятельность от Лондона. В 1779 году ирландские патриоты подобно американским колонистам до 1776 года, заключили местные «соглашения о неимпорте», по которым подписавшие стороны обязались не покупать британские товары в качестве формы протеста. Их целью было полное самоуправление Ирландии.
- Ирландские патриоты также хотели свободной торговли с внешним миром, поскольку зарубежная торговля Ирландии с 1650-х годов была сильно ограничена и облагалась налогом в соответствии с Навигационным актом. Ирландские купцы должны были продавать свои товары через Англию и не могли торговать напрямую с другими странами или даже с остальной частью Британской империи. Был запрещён к экспорту целый ряд ирландских товаров, в том числе шерсть. Реформа Навигационного акта в декабре 1779 года была самым полезным достижением Патриотов и способствовала экономическому росту в 1780-х годах.
- Хотя Патриоты и лорд-лейтенант Ирландии, возглавлявший ирландскую администрацию, часто расходились во мнениях относительно того, как следует управлять страной, они разделяли убеждение, что Ирландия должна иметь большее самоуправление. Вместе им удалось добиться отмены ряда законов, ограничивавших автономию Ирландии, таких как Акту Пойнингса[англ.] 1494 года.
- С 1780 года ирландский парламент отказывался голосовать за налоги для поддержки британского правительства в Ирландии и за её пределами.

Молодой Джона Баррингтон, вспоследствии известный юрист и политик, вспоминал «военный пыл, охвативший всю Ирландию, когда вся страна приняла решение навсегда освободиться от английского господства. Всё королевство взялось за оружие, в каждом квартале были сформированы полки, как высшие, так и низшие и средние сословия, все вступили в ряды свободы, и каждая корпорация, гражданская или военная, посвятила жизнь и состояние достижению и утверждению ирландской независимости».
«Мой отец вырастил и командовал двумя корпусами — драгунским полком под названием «Рейнджеры Каллена» и лёгким пехотным полком Баллироана. Мой старший брат командовал «Килкенни Конным» и лёгкими драгунами Дарроу. Общий энтузиазм охватил меня, и, прежде чем я хорошо понял, чем занимаюсь, я оказался военным солдафоном и горячим патриотом. Будучи университетским человеком, я, конечно, считался и писателем, и соответственно был призван составлять постановления для добровольческих полков по всему графству».
В апреле 1782 года Граттан выступил против компромисса и добился автономии. Парламент Дублина проголосовал за выделение ему в качестве благодарности 100 000 фунтов стерлингов, из которых он принял 50 000. Опасаясь вслед за Тринадцатью американскими колониями, потерять ещё и Ирландию, британское правительство согласилось на требования ирландских патриотов. Джордж Вашингтон провокационно заявил ирландцам: «Ваше дело идентично моему», тем самым лишь увеличивая опасения Лондона.
Влияние Граттана было настолько велико, что последующие восемнадцать лет большей законодательной независимости были известны как Парламент Грэттана. Виги из коалиционного правительства Фокса-Норта в Лондон согласились с тем, что ирландский парламент будет принимать законы для Ирландии. Имея поддержку ирландского парламента и британского правительства, и «Желая получить максимально полное конституционное соглашение о новом статусе Ирландии, Граттан также запросил и получил от парламента Великобритании ещё один Декларативный акт, принятый 22 января 1783 года, который включал следующую формулу:
«Будет принято, что право, на которое претендует народ Ирландии, быть связанным только законами, принятыми Его Величеством и Парламентом этого королевства, во всех случаях, какими бы они ни были, и настоящим объявляется установленным и закрепленным навечно, и ни при каких обстоятельствах не может подвергаться сомнению или сомнению».
Единственным оставшимся конституционным звеном между монархиями Ирландии и Британии была Корона, представленная вице-королем. Граттан считал, что следует поддерживать выгодную связь с Великобританией, и сравнил свою политику с географическим положением Ирландии в чёткой формуле: «Пролив запрещает союз; океан запрещает разделение».

### Проблемы
В 1783—1784 годах Патриоты раскололись по вопросу о том, насколько далеко и как быстро следует реформировать законы, ограничивающие права католиков Ирландии. Консерваторы (включая Флуда) указывали на Акт о льготах 1778 года и считали, что сделано достаточно, но либералы, такие как Граттан, хотели также реформировать законы о налоге на десятину и допустить католиков в парламент. Это раскол привёл к тому, что консервативное большинство партии выступало против реформ до 1793 года. На руку консерваторам играла и позиция наместника, которым оказывал им покровительство, когда это необходимо; так, депутатов фактически подкупали, давая им синекуры.
Ошибку допустил лидер либерального крыла Граттан, который предпочёл роль оппозиции и позволил вице-королю назначить консервативную администрацию, которую прозвали «Хунтой». Ему не удалось реформировать законы о десятине в 1788 году, которые в целом были непопулярны среди более бедных католиков.
Право Ирландии на свободную торговлю привело к спору с Португалией в 1780–1787 годах; в то время как ирландские товары оказались под эмбарго, ввоз английских в страну был по прежнему разрешён. Некоторые патриоты безуспешно выступали за объявление войны Португалии, которая исторически была союзницей Англии. В споре подчёркивалась полная зависимость Ирландии от Королевского флота в защите своей зарубежной торговли и торгового судоходства.
В последующие годы патриоты-реформисты боролись за то, чтобы получить большинство в ирландской Палате общин по вопросам социальных реформ. Несмотря на трудности, в 1793 годах был принят закон, отменивший многие ограничения в отношении католиков, в частности, католикам было разрешено голосовать на выборах в Ирландскую палату общин. В 1789 году патриоты-реформисты официально учредили Ирландскую партию вигов (Irish Whig Party), которая вскоре потеряла расположение вигов в Лондоне из-за расхождения взглядов на попытку лидера вигов Чарльза Джеймса Фокса отстранить от власти короля Георга III и учредить регентство под руководством друга и союзника Фокса, принца Уэльского.

### Французская революция
Французская революция усилила разногласия между Патриотами. Закон 1793 года позволил католикам голосовать, заниматься адвокатской деятельностью, выступать в качестве присяжных заседателей и поступать в Тринити-колледж в Дублине в качестве студентов, но эту реформу пришлось продвигать Лондону, без сомнения, к смущению Граттана. Ирландский закон о католиках 1793 года был основан на аналогичном британском законе 1791 года. Противники реформы говорили о необходимости защитить «протестантское господство». В 1794 году даже была сформирована католическая ирландская бригада из офицеров-роялистов-беженцев из бывшей французской Ирландской бригады, распущенная правда уже через 4 года.
В 1791 году в Белфасте создано католическое Общество объединённых ирландцев (SUI), выдвинувшее программу борьбы за независимую ирландскую республику, отмену сословных и феодальных привилегий лендлордов и англиканской церкви. Растущее среди католиков влияние радикалов, требовавших полного разрыва с Великобританией и полной эмансипации всех религий, отодвинул Граттана и патриотов на второй план.
В 1795 году лондонское правительство, опасаясь радикалов, поддержавших революционную Францию в войне Первой коалиции, запретило SUI и, одновременно, продолжило реформы, отменив налог на очаг и профинансировав католическую семинарию в форме колледжа Святого Патрика в Мейнуте. Однако ранее в том же году Лондон быстро отозвал нового вице-короля лорда Фицуильяма, который намеревался оказать дальнейшую помощь католикам и назначить Граттана в администрацию. Отзыв Фитцуильяма и введение военного положения в марте 1797 года заставили Граттана и поддерживающую его группу депутатов выйти из парламента в мае 1797 года, а начавшиеся к тому времени гражданские волнения, вызванные армией, милицией, Орденом Оранжистов, Защитниками и Объединёнными ирландцами, сделали Ирландию неуправляемой.
Неудачное восстание, начатое в мае 1798 года республиканцами из SUI, начатое в координации с французским вторжением, серьезно повредило делу Патриотов. Хотя большинство либеральных патриотов выступили против восстания, их поддержка в Лондоне упала. Некоторые депутаты-патриоты 1780-х годов, такие как Джеймс Нэппер Тэнди и лорд Эдвард Фитцджеральд, в 1790-х годах стали лидерами Объединённых ирландцев. Восстание спровоцировало британское правительство Уильяма Питта-младшего на проталкивание Акта об Унии 1800 года, которое объединило бы королевства Великобритания и Ирландия в новое Соединённое королевство, при этом Ирландский парламент был бы ликвидирован, а его законодательные функции перешли бы британскому парламенту. Естественно, патриоты выступили против этого в жарких дебатах 1799 и 1800 годов, но не смогли помешать унии. Все эти события привели к распаду Ирландской патриотической партии.

## Акт об Унии
Принятие Акта об Унии 1800 года привело к упразднению ирландского парламента. Несколько ирландских патриотов заняли места в новой объединенной британской Палате общин в Лондоне под условным руководством Граттана. В течение нескольких лет они почти полностью влились в состав британских вигов, союзниками которых они были, и исчезли с политического ландшафта как самостоятельная политическая сила.

## Наследие
Предложенная Граттаном идея самоуправления Ирландии, либеральная и умеренно ирландско-националистическая, при сохранении связи с Великобританией, имела резонанс в следующем столетии. Его идеи подхватили в 1830-х годах Ассоциация отзыва (рипилеры) Дэниела О'Коннелла, которая намеревалась отозвать (отменить) Акт об Унии; в 1840-х годах движение «Молодая Ирландия»; а затем Ирландская парламентская партия (IPP), которая выступала за восстановление самоуправления в Ирландии. IPP и её преемники доминировали на политической сцене Ирландии на протяжении десятилетий, пока не потерпели поражение от сепаратистского движения Шинн Фейн на выборах 1918 года.